# Winklera
Winklera là chi thực vật có hoa trong họ Cải.